# Téteghem
Téteghem [tetɡɛm] (Tetegem en néerlandais de Tatinga haim ou résidence du chef Tato) est une ancienne commune française située dans le département du Nord, en région Nord-Pas-de-Calais, devenue, le 1er janvier 2016, une commune déléguée de la commune nouvelle de Téteghem-Coudekerque-Village.

## Géographie

### Localisation
Commune située dans le Blootland.
| Dunkerque           | Leffrinckoucke |        |
| Coudekerque-Branche | Téteghem       | Uxem   |
| Coudekerque-Village | Hoymille       | Warhem |

### Paysages
Pour un article plus général, voir Paysage en France.
La commune s'inscrit dans les « paysages des dunes de la mer du Nord » tels qu’ils sont définis dans l’atlas de paysages de la région Nord-Pas-de-Calais, conçu par la direction régionale de l'Environnement, de l'Aménagement et du Logement (DREAL),. 
Ces paysages concernent 23 communes du Nord et du Pas-de-Calais avec trois pôles d’attraction que sont Calais à l'ouest et Dunkerque à l’est et, dans une moindre mesure, Gravelines au centre où se trouve le delta du fleuve côtier l’Aa. On y distingue trois parallèles : la frange côtière avec son cordon dunaire ; l'ancienne route nationale 1 et l'Autoroute A16.
Ces paysages sont composés d’un cordon dunaire de 60 km typique des paysages nordiques et que l’on retrouve aux Pays-Bas et en Belgique. Ce cordon littoral datant du VIIIe siècle s’est constitué durant la dernière transgression marine et joue un rôle de digue en protégeant la plaine maritime de l’invasion de la mer. Sa taille n’excède pas, en largeur, quelques centaines de mètres et, en hauteur, une dizaine de mètres.
Une particularité de ces paysages est la présence de moëre (marais en flamand), point le plus bas du territoire français, avec une altitude de - 4 m. leur assèchement est entrepris dès 1619 par 23 moulins à vent qui vont pomper l’eau et l’acheminer vers la mer par des watringues. Ces polders, terres gagnées sur la mer,  ainsi constitués sont les plus anciens de l’Europe du Nord.
Les cultures ne représentent que 35 % de ces paysages des dunes de la mer du Nord.
Concernant l'activité humaine, à l’ouest de ces paysages se trouve : la région de Calais, avec le tunnel sous la Manche et l'activité portuaire de Calais tournée vers l’Angleterre ; à l’est, la zone urbaine de Dunkerque et ses installations portuaires et, au centre, la zone de Gravelines avec son port de plaisance et sa centrale nucléaire. 
Sur le plan de la biodiversité, on y observe de nombreux déplacements d’oiseaux marins, côtiers ou terrestres ainsi que des phoques veau-marin installés sur les bancs de sable.

## Toponymie
Téteghem est l’une des communes se terminant en HEM. Ce suffixe signifiant demeure, habitation, village…est devenu ghem. Tete viendrait d’un ancêtre du nom Tatto, peut-être de Théodore ou Théodoric, personnifié par le géant de la commune. Il s'agirait peut être de la résidence de Théodoric d’Haverskerque.

## Histoire
Téteghem se trouvait sur le tracé d'une ancienne voie antique, peut-être voie romaine, menant de Cassel à la mer vers l'actuelle Zuydcoote.
Aux Xe et XIe siècles, le territoire dépend de la puissante châtellenie de Bergues jusqu’à l’annexion du territoire avec le rachat de la Flandre aux Anglais par Louis XIV en 1662. Téteghem dépendra alors de Dunkerque.
En 1115, le comte de Flandre Baudouin VII de Flandre donne à l'abbaye Saint-Vaast d'Arras, en présence du roi de France Louis VI le Gros, un domaine situé à Lampernesse (Lampernisse?), qu'il échange ensuite contre un autre se trouvant à Téteghem.
Leffrinckoucke semblait dépendre à l'origine de Téteghem : en 1176, Didier évêque de Thérouanne érige Leffrinckoucke en paroisse distincte avec l'accord de curé de Tetingehem.
En 1182, Guillaume aux Blanches Mains, archévêque de Reims, confirme que l'évêque des Morins, (ou de Thérouanne), Didier a donné aux chanoines d'Ypres la possession de l'église de Tetinghem. Didier avait fait cette donation en récompense du zèle des religieux d'Ypres. En 1184, à la demande du prévôt et des frères d'Ypres, le pape Lucius III confirme à son tour la possession de l'église de la paroisse par les gens d'Ypres. En 1191, le pape Clément III fera de même.
En 1197, l'abbé Alard et les religieux de Fémi (? à Ypres ou près d'Ypres?), cèdent à l'abbaye Saint-Winoc de Bergues moyennant un cens annuel de 6 deniers tout ce qu'ils possédaient à Téteghem.
Il semble que la possession de l'église de Tétegehm ait été disputée, entre Ypres et sans doute l'abbaye de Saint-Winoc : en 1201, l'évêque De Thérouanne Lambert, sur les injonctions de Guillaume archévêque de Reims, confirme à l'église d'Ypres la possession de l'église, ce qu'accepte le doyen Baudouin et le chapitre d'Ypres. Néanmoins, l'abbaye de Bergues continue de s'implanter sur Téteghem : en 1202, elle achète au chapitre saint Barthélémy de Béthune et à son prévôt Guillaume leurs revenus de la paroisse (et de celle d'Uxem) contre le versement d'une rente annuelle, ce qu'approuve Pierre évêque d'Arras et Mathilde, avoueresse d'Arras, dame de Béthune et de Termonde. En 1220, nouveau litige, entre l'église d'Ypres et le curé de Tétinghem cette fois, pour la possession de la dîme de la paroisse : des arbitres (venant de Voormezele, Lo et Éversam) désignés pour trancher la donnent à l'église d'Ypres.
Du point de vue religieux, Téteghem relève du diocèse de Thérouanne puis du diocèse d'Ypres, doyenné de Dunkerque.
Avant la Révolution française, on retrouve parmi les principaux dirigeants communaux (le magistrat) de Bergues, soit poortmestre ou chef des bourgeois soit chef de la Loi, plusieurs personnes dites de Téteghem : Jacques de Téteghem entre 1431 et 1444, Wouter de Téteghem en 1457 et 1471, Allain de Téteghem en 1487, Bouden ou Boudin de Téteghem en 1512 et 1519.
Au XVIIIe siècle, en 1744, est retrouvé en tant que possesseur d'un fief dans la châtellenie de Bourbourg, Jean-Baptiste Daeten, avocat et greffier héréditaire de Bourbourg, époux de Louise van Téteghem. le fief passera ensuite à leur fils Jean-Baptiste Daeten, conseiller pensionnaire près le Magistrat (organisation municipale) de Bourbourg, marié à Marie Thérèse Buret.
Le 22 août 1793, fut installé à Téteghem le quartier général du duc d'York (Frederick d'York) commandant des troupes alliées coalisées contre la France assiégeant Dunkerque. L'opération prit fin avec la bataille de Hondschoote le 8 septembre 1793 remportée par la France ce qui mit fin au siège de Dunkerque et au repli des troupes anglaises sur Furnes.
En 1866, on exploite encore au moins une tourbière située sur la commune.

### Première guerre mondiale
Pendant la Première guerre mondiale, en 1917-1918, Téteghem est le siège d'un commandement d'étapes, c'est-à-dire un élément de l'armée organisant le stationnement de troupes, comprenant souvent des chevaux, pendant un temps plus ou moins long, sur les communes dépendant du commandement, en arrière du front. Relèvent du commandement d'étapes et ont accueilli des troupes, les communes de Malo-les-Bains, Coudekerque-Village, Leffrinckoucke, Zuydcoote, Uxem, Rosendaël, Coudekerque-Branche, Ghyvelde, Bray-Dunes, Saint-Pol-sur-Mer, Cappelle-la-Grande, Spycker, Armbouts-Cappel, Mardyck, Petite-Synthe, Grande-Synthe. La commune dépend elle-même en 1916 du commandement d'étapes de Hondschoote.
Lorsque les troupes cantonnent ici dans les différentes localités, dans les fermes, hangars, maisons individuelles, dès lors qu'une infection se déclare (oreillons, scarlatine,...), les lieux sont quittés par les soldats et l'armée assure la désinfection.
Le 3 février 1917, par suite d'une panne moteur, un avion de l'escadrille de Saint-Pol a atterri à deux km de Téteghem. La gendarmerie a assuré la garde de l'appareil.
Le 24 avril 1917, une rixe entre soldats ivres a dégénéré à Teteghem. À l'arrivée des gendarmes, les soldats, des artilleurs dont trois considérés comme dangereux, ont tiré sur la maréchaussée. Celle-ci a riposté et un des hommes a été atteint puis évacué sur l'hôpital, deux autres ont été conduits en prison.
L'aviation anglaise possède un terrain sur Téteghem. Le15 décembre 1917, vers 18 h, une bombe allemande (« boche ») est tombée sur un  champ à environ 600 m de l'aviation anglaise, il n'y a eu ni victimes ni dégâts.
Le 22 décembre 1917, plusieurs projectiles allemands sont tombés sur Téteghem, Rosendaël, Malo-les-Bains. À Téteghem, une torpille est tombée route de Furnes sur un magasin de grains près du passage à niveau du chemin de fer de Dunkerque à Furnes.
Parmi les troupes cantonnées à Téteghem, figurent un escadron d'un régiment de chasseurs d'Afrique. Le 26 décembre 1917, il est constaté que les chevaux d'une ferme de Téteghem sont atteints de la gale. Toutefois les chevaux du 2erégiment des chasseurs d'Afrique cantonnés dans cette ferme ne sont pas atteints.
Le 2 janvier 1918, le commandement d'étapes de Téteghem est transféré à Leffrinckoucke puis revient à TéteghemLe 3 janvier 1918, vers 11h30, un avion en panne (moteur) s'est posé sur le territoire de Téteghem, face à la ferme Vandromme, près de la route du canal de Furnes. Il se rendait à Châlons. Quatre hommes assurent la garde de l'appareil.

### Seconde Guerre mondiale
Pendant la Seconde Guerre mondiale, la ville de Téteghem a été prise à revers par les Allemands, durant la bataille de Dunkerque, en mai et juin 1940.

### Après 1945
Téteghem allait jusqu'à la mer, sa superficie était de 1 924 ha de laquelle il faut retirer le territoire du Rosendal, devenu Rosendaël en 1860, ainsi que celui de la place d’Uxem, rattachée à Uxem en 1996. La superficie est alors passée à 1 884 ha.
Entre 2008 et 2015, plusieurs centaines de migrants n’arrivant pas à embarquer au port de Dunkerque pour rejoindre le Royaume-Uni, se replient sur l’aire de Téteghem-Nord de l’A16 pour tenter de grimper sur les camions, y formant un camp de réfugiés.

### Tendances politiques et résultats

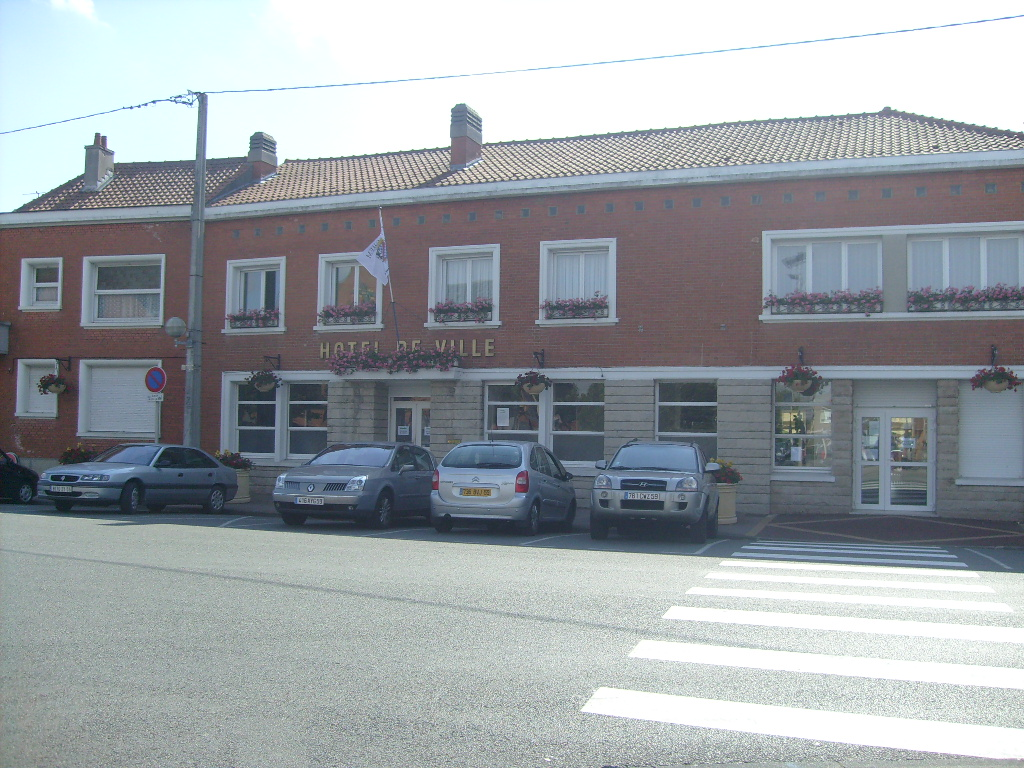
L'ancienne mairie de Tétéghem

## Politique et administration

### Liste des maires
Maire en 1881 et 1883 : L. Kyndt,.
| Période                                  | Période                  | Identité                      | Étiquette | Qualité |
| ---------------------------------------- | ------------------------ | ----------------------------- | --------- | --- |
| Les données manquantes sont à compléter. |                          |                               |           | |
| 1802                                     | 1803                     | Jean Devulder                 |           | |
| 1806                                     | 1807                     | Crépin                        |           | |
| 1817                                     |                          | Pierre Jacques Kyndt          |           | |
| ca. 1836                                 |                          | Pierre Depoers                |           | |
| Les données manquantes sont à compléter. |                          |                               |           | |
| 1854                                     |                          | Daullé                        |           | |
| Les données manquantes sont à compléter. |                          |                               |           | |
| 1887                                     | 1892                     | L. Kyndt,                     |           | |
| 1892                                     | 1904 (décès)             | Arthur Lebecque (1863-1904)   |           | Cultivateur et distillateur                                                                                     |
| 1904                                     | 1910                     | M. Delcourt                   |           | |
| 1910                                     | 1912                     | H. Ponseel                    |           | |
| 1912                                     | 1914                     | L. Leuregans                  |           | |
| Les données manquantes sont à compléter. |                          |                               |           | |
| 1919                                     | mai 1925                 | Auguste Baës                  |           | |
| mai 1925                                 | mai 1929                 | Gaston Vandenbavière          |           | |
| mai 1929                                 | janvier 1937 (décès)     | Léon Baës Fils d'Auguste Baës |           | |
| 1937                                     | 1939                     | Romain Poublanc               |           | Ancien premier adjoint                                                                                          |
| Les données manquantes sont à compléter. |                          |                               |           | |
| octobre 1945                             | octobre 1947             | Marcel Carton                 |           | |
| octobre 1947                             | mai 1953                 | Joseph Dequeker               |           | |
| mai 1953                                 | mars 1965                | Pierre Catry                  |           | |
| mars 1965                                | mars 1977                | Émile Baës                    |           | Vice-président de la CUD (1971 → 1977)                                                                          |
| mars 1977                                | janvier 1991 (démission) | Jean-Pierre Top (1936-2010)   | DVD       | Administrateur territorial Conseiller communautaire à la CUD, (1977 → 1991)                                     |
| janvier 1991                             | mars 2001                | Franck Dhersin                | DVD       | Juriste d'entreprise Député du Nord (13e circ.) (1998 → 2002) Conseiller général de Dunkerque-Est (1998 → 2004) |
| mars 2001                                | novembre 2005            | Lucien Barras (1937-2018)     | DVD       | Retraité de la BNP Mandat écourté après la démission de plus d'un tiers des membres du conseil municipal        |
| novembre 2005                            | décembre 2015            | Franck Dhersin                | UMP-LR    | Juriste d'entreprise Vice-président de la CUD (2014 → 2023) Élu à la suite d'une élection municipale partielle  |

| Période       | Période  | Identité       | Étiquette | Qualité                                                     |
| ------------- | -------- | -------------- | --------- | ----------------------------------------------------------- |
| décembre 2015 | mai 2020 | Franck Dhersin | LR        | Juriste d'entreprise Vice-président de la CUD (2014 → 2023) |
| mai 2020      | En cours | Michel Pesch   |           | Cadre retraité                                              |

## Population et société

### Démographie
L'évolution du nombre d'habitants est connue à travers les recensements de la population effectués dans la commune depuis 1793. À partir du 1er janvier 2009, les populations légales des communes sont publiées annuellement dans le cadre d'un recensement qui repose désormais sur une collecte d'information annuelle, concernant successivement tous les territoires communaux au cours d'une période de cinq ans. 
Pour les communes de moins de 10 000 habitants, une enquête de recensement portant sur toute la population est réalisée tous les cinq ans, les populations légales des années intermédiaires étant quant à elles estimées par interpolation ou extrapolation. Pour la commune, le premier recensement exhaustif entrant dans le cadre du nouveau dispositif a été réalisé en 2005,.
En 2013, la commune comptait 6 952 habitants, en évolution de −3,62 % par rapport à 2008 (Nord : +1,23 %, France hors Mayotte : +2,49 %).
| 1793  | 1800  | 1806  | 1821  | 1831  | 1836  | 1841  | 1846  | 1851  |
| ----- | ----- | ----- | ----- | ----- | ----- | ----- | ----- | ----- |
| 1 500 | 1 550 | 1 603 | 1 879 | 1 933 | 2 076 | 2 226 | 2 353 | 2 369 |

| 1856  | 1861  | 1866  | 1872  | 1876  | 1881  | 1886  | 1891  | 1896  |
| ----- | ----- | ----- | ----- | ----- | ----- | ----- | ----- | ----- |
| 2 437 | 1 240 | 1 363 | 1 383 | 1 455 | 1 496 | 1 482 | 1 570 | 1 585 |

| 1901  | 1906  | 1911  | 1921  | 1926  | 1931  | 1936  | 1946  | 1954  |
| ----- | ----- | ----- | ----- | ----- | ----- | ----- | ----- | ----- |
| 1 641 | 1 703 | 1 781 | 1 705 | 1 628 | 1 606 | 1 611 | 1 239 | 1 536 |

| 1962  | 1968  | 1975  | 1982  | 1990  | 1999  | 2005  | 2010  | 2013  |
| ----- | ----- | ----- | ----- | ----- | ----- | ----- | ----- | ----- |
| 1 685 | 1 801 | 2 874 | 5 165 | 5 839 | 7 237 | 7 360 | 7 072 | 6 952 |

### Sports et loisirs
Le ministère des sports a décompté 29 équipements sportifs sur le territoire de la commune en 2013. En 2022, Téteghem à réussi à aller au 7e tour de Coupe de France.

## Culture locale et patrimoine

### Lieux et monuments

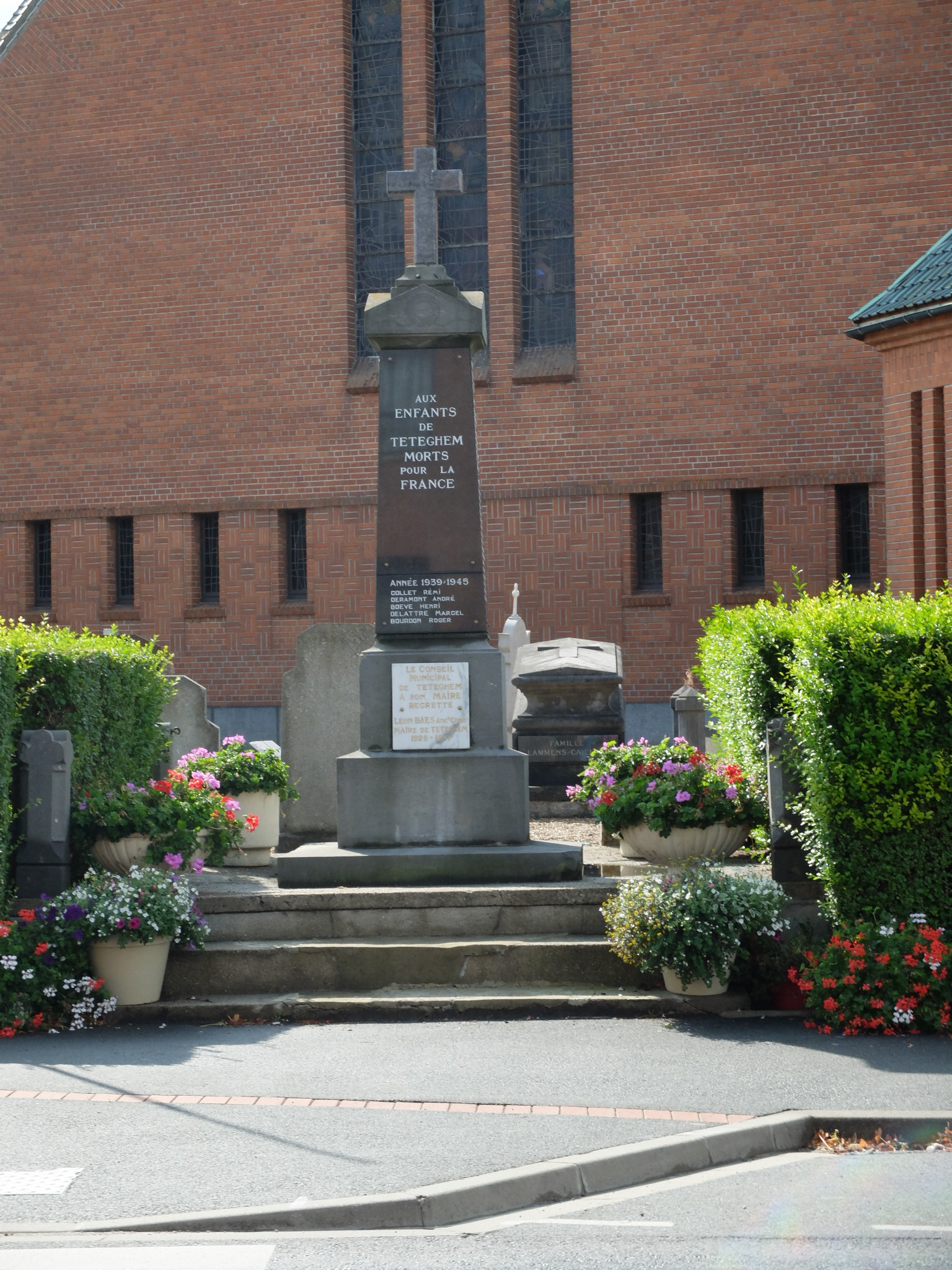
Le monument aux morts.

- L'église.
- Le monument aux morts.

### Personnalités liées à la commune
- Edmond-Louis Blomme (1828-vers 1900) est un auteur de langue française et flamande (naissance)
- Juan-José Espana (1909-2000), en 1940 est cité pour son action au combat sur la commune, compagnon de la Libération[51].

### Héraldique
|  | Les armes de Téteghem se blasonnent ainsi : Échiqueté d'argent et d'azur à la bande de gueules brochant sur le tout |

### Galerie

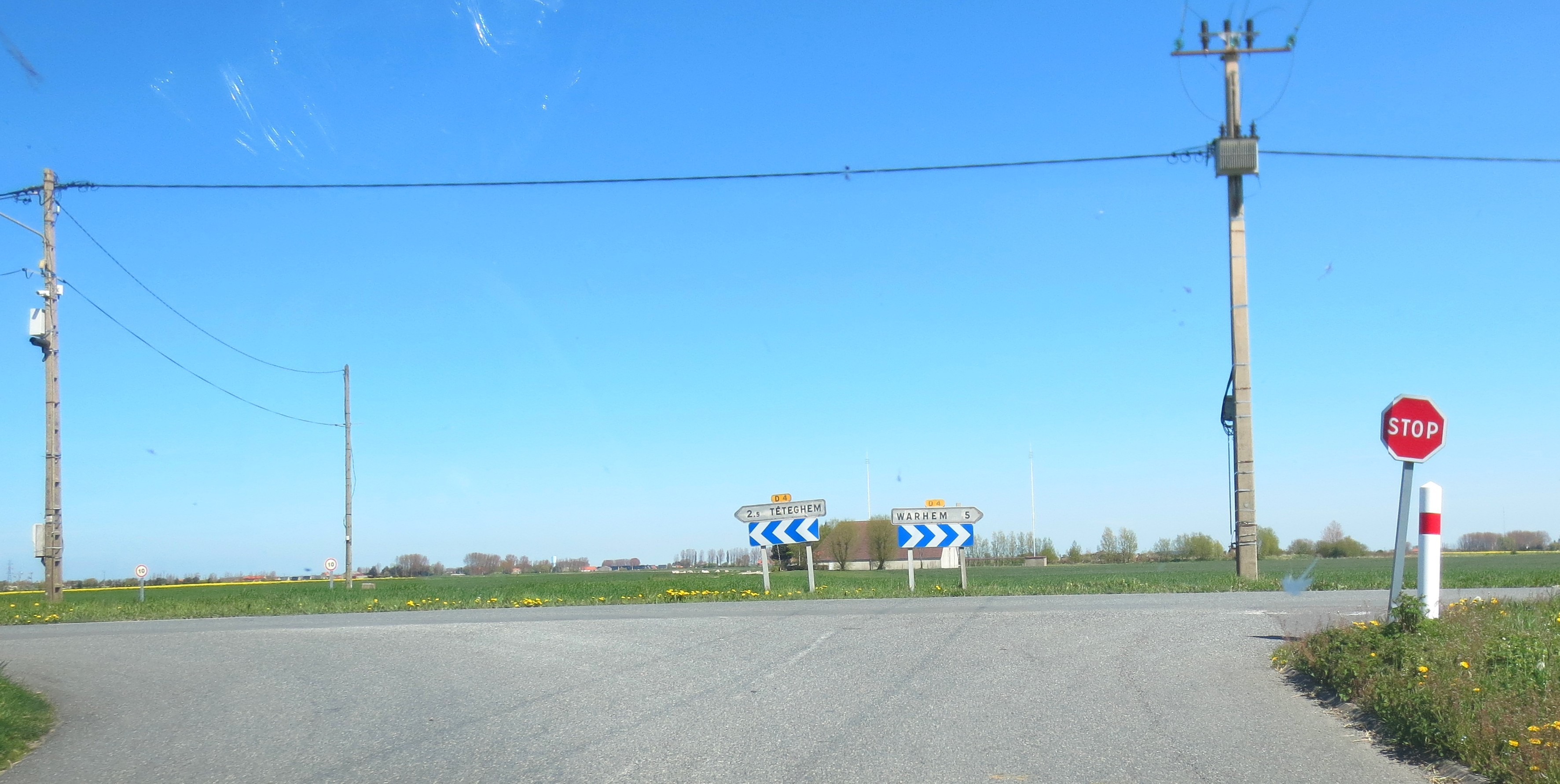
La route.
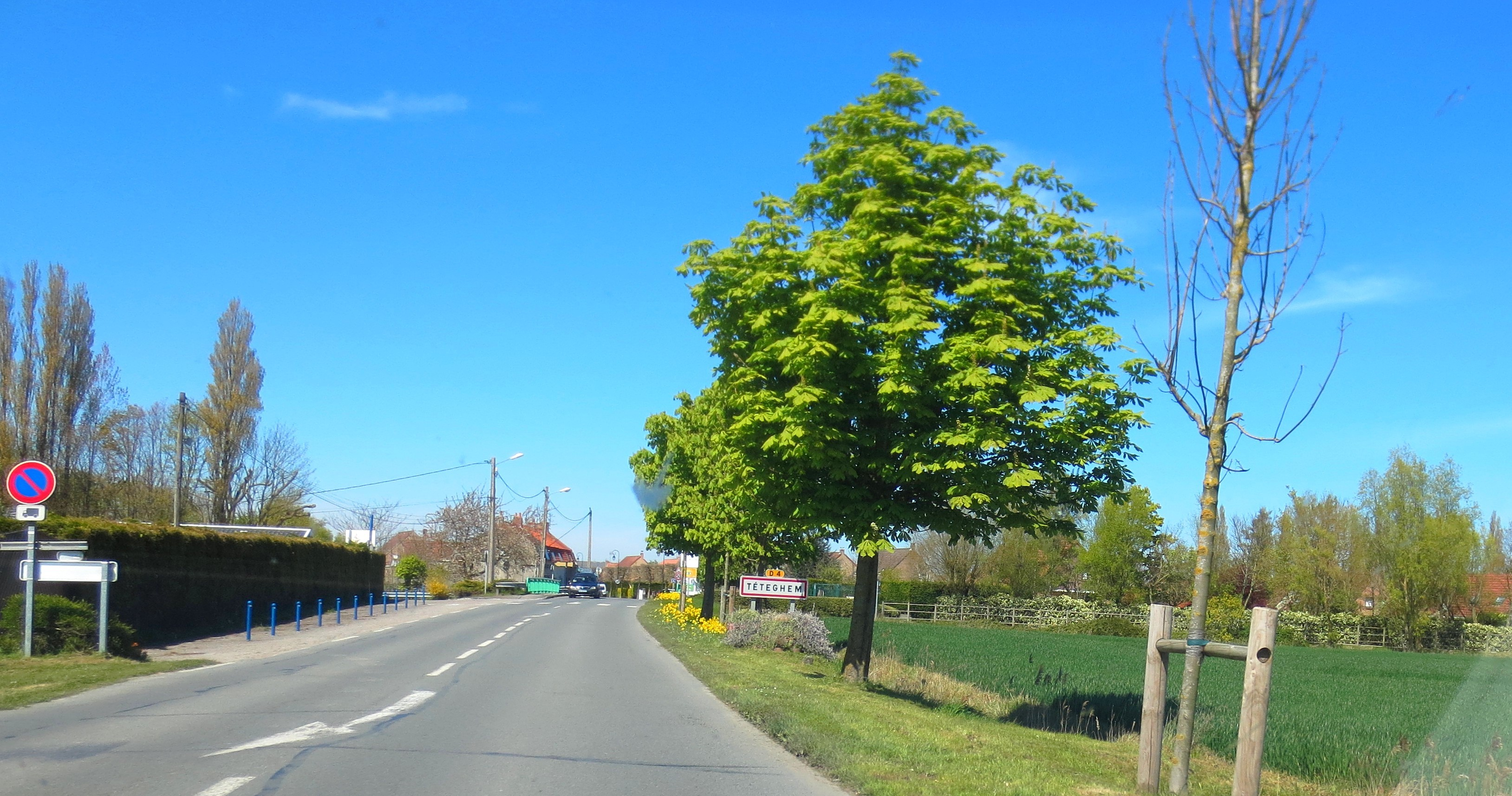
L'entrée.
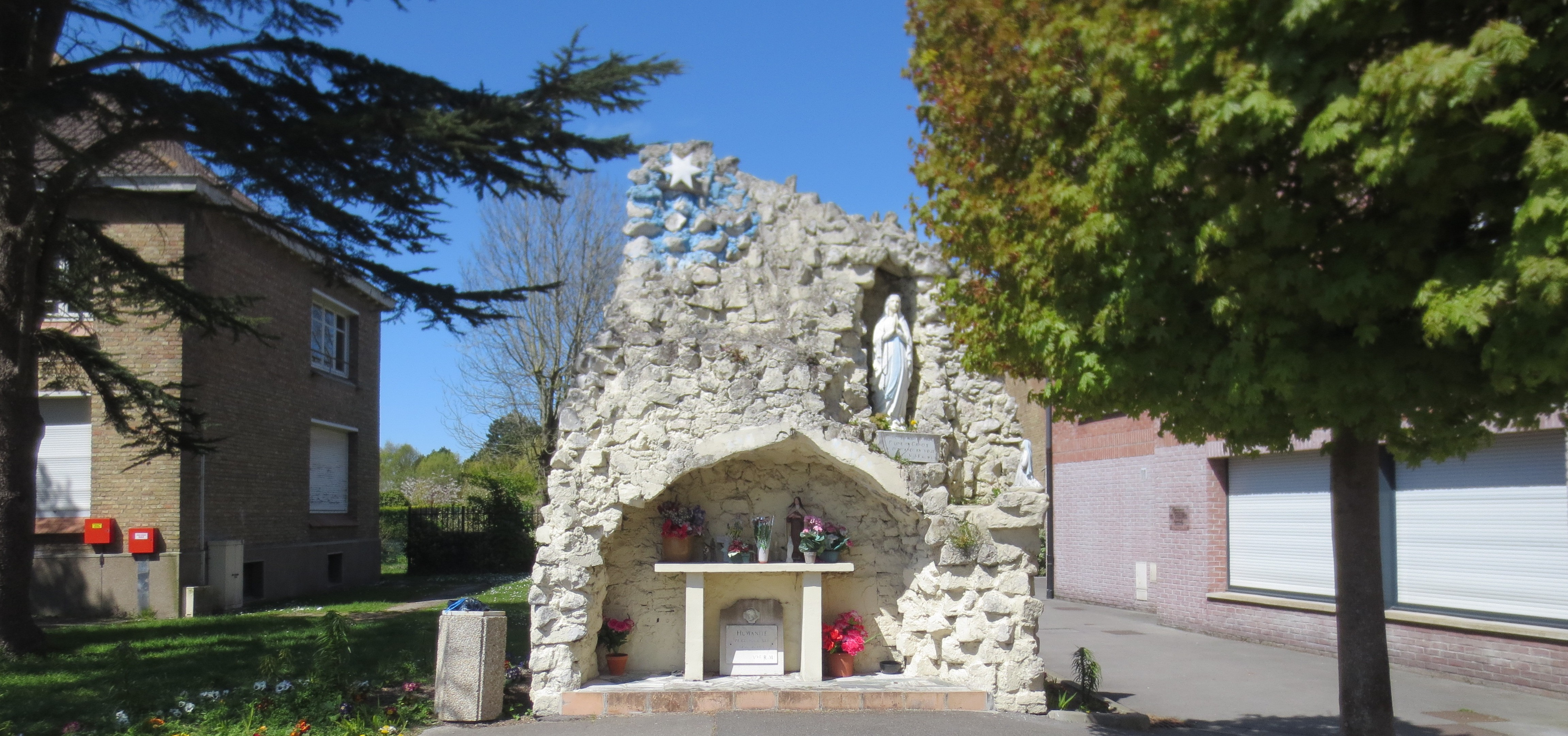
La grotte.
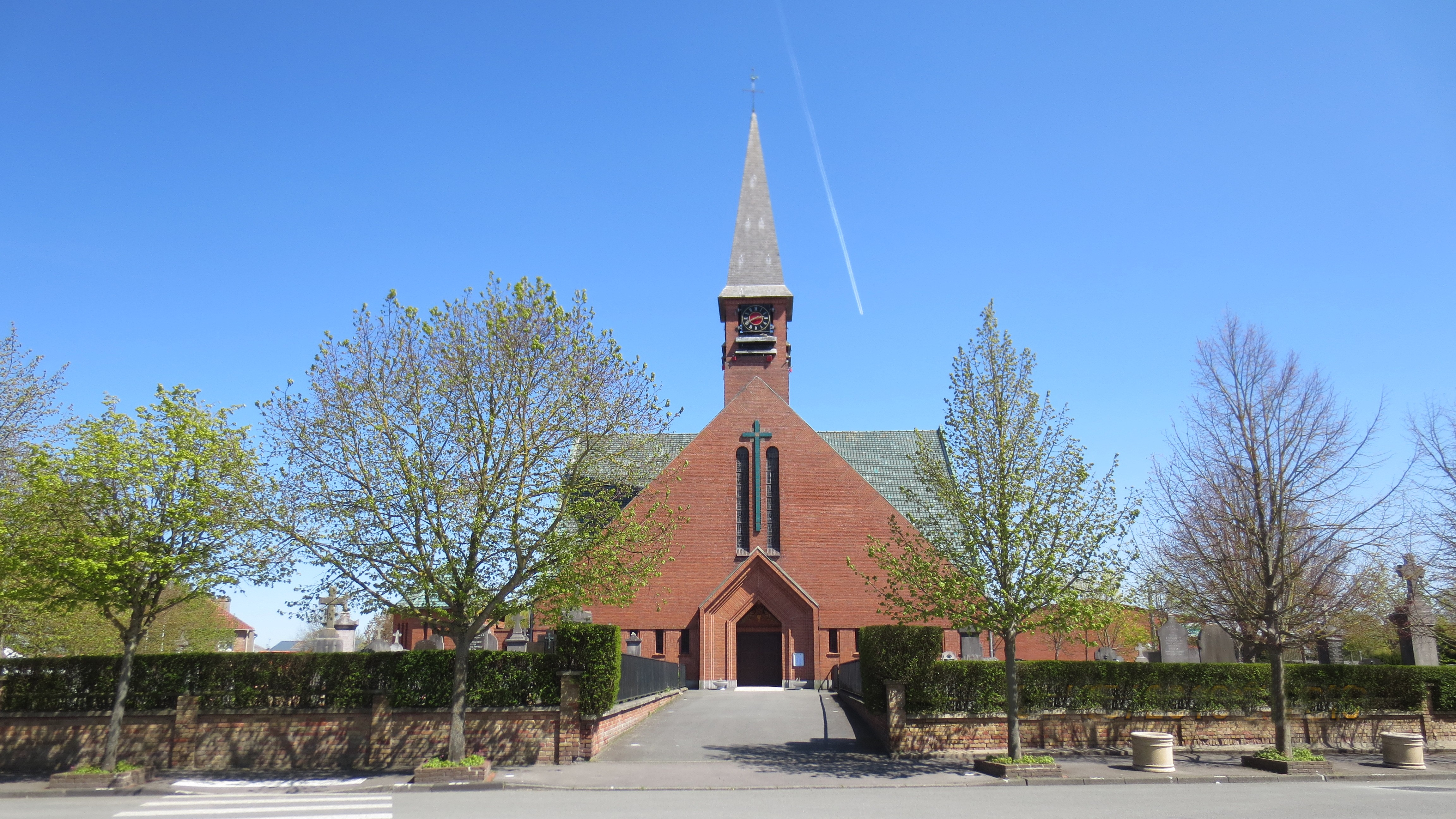
L'église.

## Pour approfondir